# Withania somnifera
Withania somnifera, comercializată în România și sub numele de Ashwagandha, este o plantă sempevirescentă (i.e. veșnic verde), care face parte din familia Solanaceae, subfamilia Solanoideae (din care fac parte și roșia, cartoful, ardeiul etc.). Se găsește în special în zona tropicală (Africa și Asia), dar și în zone temperate, precum sudul Europei (Grecia, Italia, Spania). Este folosită de medicina tradițională indiană (Ayurveda) de peste 3000 de ani, atribuindu-i-se o varietate de efecte benefice. Din pricina lipsei studiilor științifice riguroase, beneficiile sale reale rămân chestionabile. Natural Medicines Comprehensive Database, autoritatea curentă în medicina naturistă, evaluează eficacitatea ei ca fiind posibilă în ceea ce privește reducerea stresului, dar nu există suficiente dovezi că este sigură sau eficientă pentru tratarea vreunei boli.

## Morfologie
Withania somnifera este un arbust sempervirescent, de culoare verde-închis, ce poate crește până la o înălțime de 1,5 m. Rădăcinile au caracter tuberculos, iar tulpinile sunt erecte. Florile sale, de culoare galber-verzuie, pot răsări singulare sau în ciorchini. Fructele sunt de culoare roșie, sferice și cărnoase. La maturitate, fuctul capătă o tentă portocalie, fiind închis de o membrană ce se dezvoltă din sepalele subiacente. 

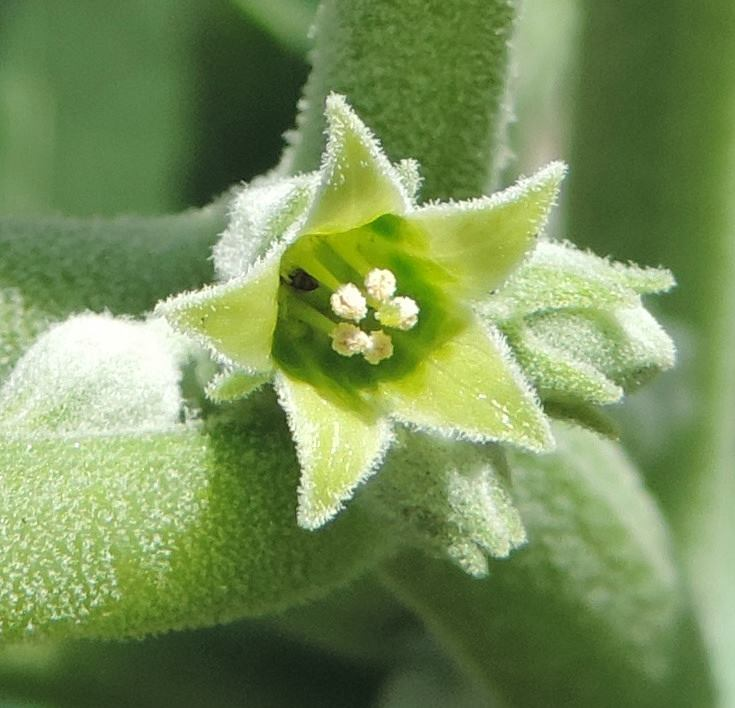
Floarea W. somnifera

## Boli și dăunători

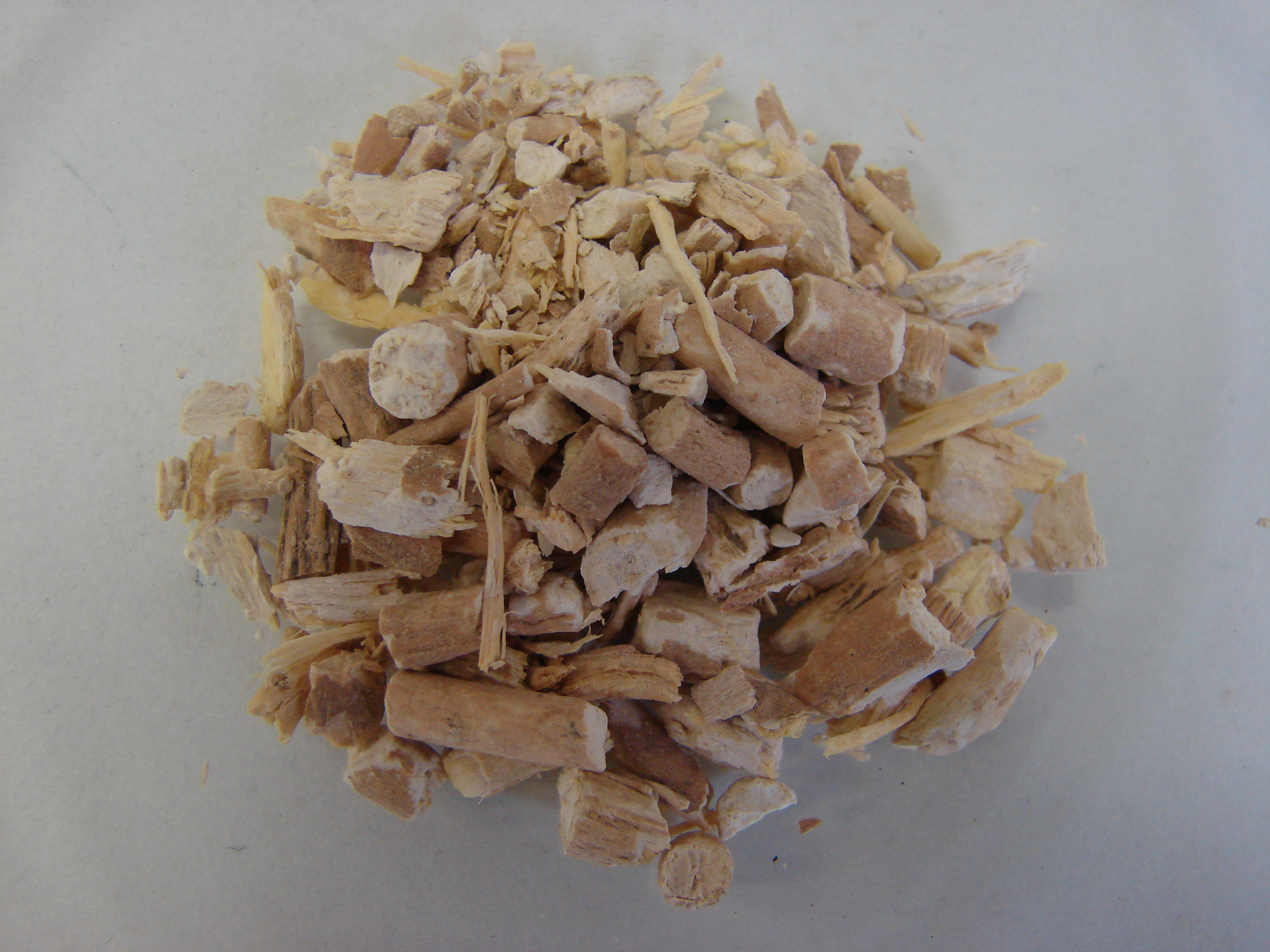
Rădăcini uscate ale W. somnifera.

W. somnifera poate fi afectată de o serie de fungusuri, dintre care cel mai frecvent este Alternaria alternata. Această micoză se manifestă prin necroza în pete a frunzelor și petiolelor, ce poate duce, în stadiile avansate, la căderea acestora. Totodată, datorită acestei infecții, concentrația metaboliților secundari scade.
Acarianul Tetranychus urticae este cel mai frecvent dăunător al W. somnifera. Acesta își depune ouăle pe frunze, și se hrănește cu citoplasma celulelor epidermale. Când atacurile sunt numeroase, capacitatea de fotosinteză a plantei scade semnificativ. 

## Etnografie și utilizarea etnomedicinală
În latină, denumirea face referire la capacitatea plantei de a induce somnul (lat. "somnifera"). Denumirea de "Ashwagandha" provine din sanscrită, însemnând literal "miros de cal", datorită mirosului tulpinii plantei. În anumite părți din Africa (Kenya, Nigeria, Mali etc.), planta este cunoscută sub numele de Tarkukai, pe când în țările anglofone (Africa de Sud, SUA etc.) se numește "winter cherry" (i.e. cireașă de iarnă). 
În Capul Verde, localnicii administrează planta sub formă de infuzie, pentru presupusele proprietăți diuretice și antibacteriene. Pe de altă parte, etiopienii folosesc planta pentru a trata tusea, astmul, epilepsia, paralizia etc. În Somalia, planta este arsă, iar persoanele suferinde se afumează. În Nigeria planta se folosește pentru presupusele proprietăți afrodiziace.

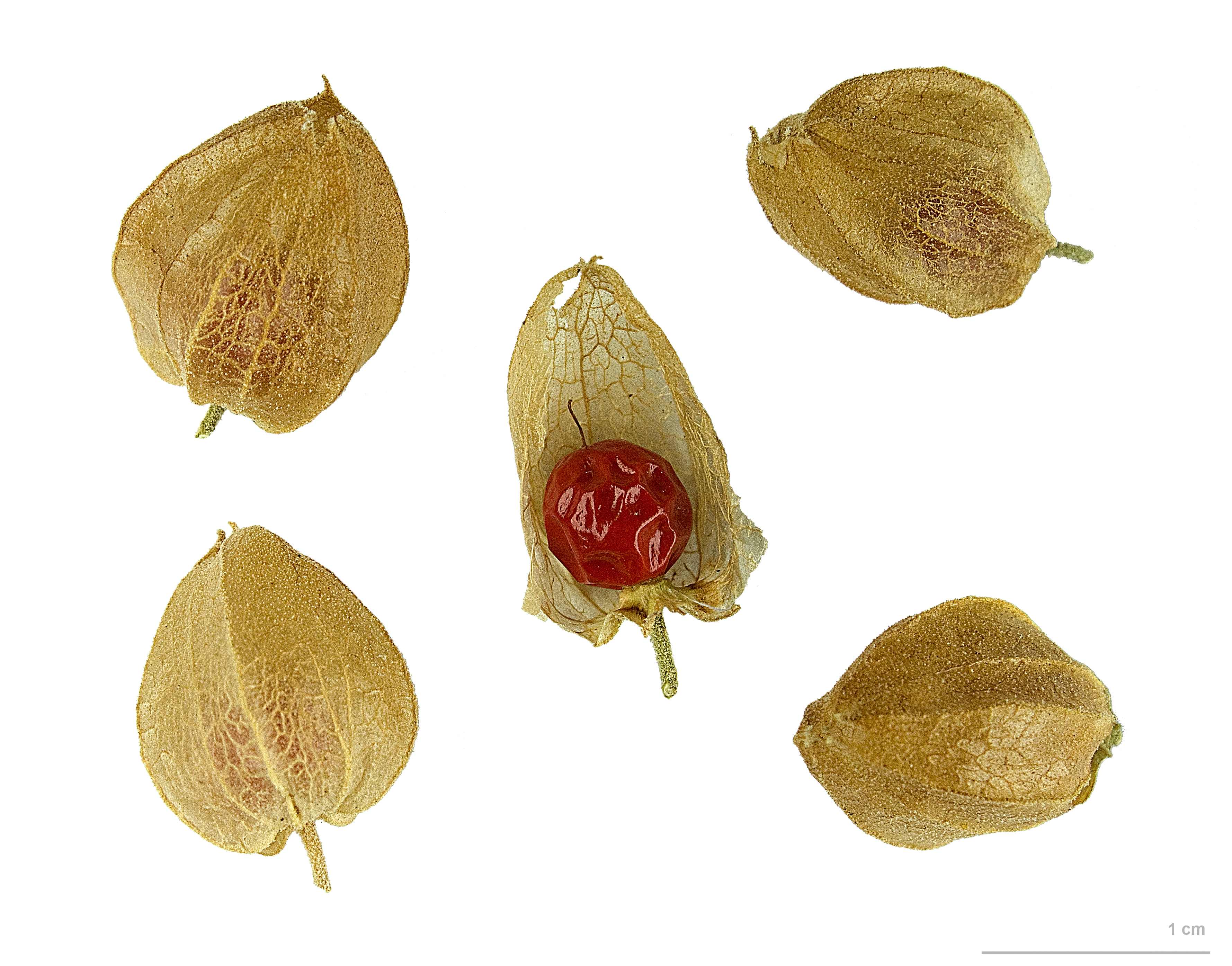
Fructe de W. somnifera

### În medicina Ayurveda
Withania somnifera apare frecvent menționată în lucrările ayurvedice, câștigând cu timpul reputația de panaceu. Planta este menționată în lucrarea medicală tradițională ayurvedică Charaka Samhita, pentru proprietățile sale anti-îmbătrânire, crescând rezistența individului la condițiile vitrege ale mediului, precum și libidoul. Farmacopeea ayurvedică o recomandă pentru: inflamație, emaciere, fatigabilitate, creșterea potenței, creșterea rezistenței fizice, creșterea performanței sexuale, urticarie, tuberculoză, dureri neuro-musculare etc. Se găsește ca ingredient în: 21 de rețete din Charaka Samhita, 13 rețete din Susruta Samhita, 13 rețete din Ashtanga Hridayam, 12 rețete din Bhaishjyaratnavali și 12 rețete din Sharangdhar Samhita.
Teoria și practica Ayurveda sunt pseudoștiințifice.

## Fitochimieși activitate farmacologică
Până în prezent, s-a descoperit existența a 35 de withanolide, 12 alcaloizi și câțiva sitoindosizi în radăcina și frunzele W. somnifera. Withaferina A a fost prima lactonă izolată din W. somnifera, și, alături de withanolidul D, reprezintă principala substanță activă. Withaferina A este cunoscută pentru proprietățile sale anti-tumorale și de anti-angiogeneză. Withanolidul D are și el activitate antineoplastică. 
Studii recente au sugerat utilitatea W. somnifera în tratarea cancerului, inschemiei miocardice, diabetului, imunodeficienței, stresului etc. Majoritatea acestor studii s-au desfășurate pe animale de laborator, iar relevanțele lor științifice sunt discutabile. O meta-analiză exhaustivă a articolele științifice referitoare la W. somnifera, a ajuns la concluzia că din totalul de 1094 de articole existente, doar 5 respectă standarde științifice dezirabile. Acestea au constatat efectul pozitiv al W. somnifera asupra somnului, precum și proprietățile calmante, în special scăderea anxietății. 
Planta, în special pulberea sa de rădăcină, a fost folosită de secole în medicina tradițională indiană, dar nu există suficiente dovezi că este sigură sau eficientă pentru tratarea vreunei boli. În principal din cauza calității slabe a cercetării clinice asupra ei, nu există dovezi de înaltă calitate că oferă vreun beneficiu medicinal ca supliment alimentar iar ea poate provoca efecte adverse dacă este luată împreună cu medicamente acordate pe rețetă. Efectele secundare raportate includ diaree, arsură și decolorare a pielii, sedare, leziuni hepatice severe, tireotoxicoză, niveluri crescute de testosteron și avort spontan. Este interzisă gravidelor și femeilor care alăptează.

## Chemotipuri
Există mai multe chemotipuri de W. somnifera, fiecare prezentând un fenotip chimic propriu. Un studiu efectuat pe teritoriul Israelului, a clasificat W. somnifera în trei chemotipuri, în funcție de withanolidele predominante. Astfel, chemotipul I conține predominant withaferină A, chemotipul II conține withanolid D, iar chemotipul III conține withanolid E și F. 